# 吳松柏
吳松柏（1953年12月15日—），中華民國政治人物，中國國民黨籍，曾擔任第6屆僑選立法委員。妻子溫玉霞於2020年成為第十屆中國國民黨全國不分區立委。

## 經歷
- 中國國民黨中央委員會十四至十六全會黨代表
- 中國國民黨中央委員會十四至十五中央委員會顧問
- 中國國民黨中央委員會第十六屆中央候補委員
- 中國國民黨中央委員會第十七屆中央委員
- 中華民國第六屆立法委員
- 中華民國立法院最高顧問
- 中華民國僑務委員會顧問
- 中華民國僑務委員會僑務委員
- 中華民國僑務委員會僑務諮詢委員
- 中華民國建國一百年慶祝活動籌備會委員
- 桃園市政府市政顧問
- 嘉義市政府市政顧問
- 華僑救國聯合總會常務理事
- 全球臺商KMT之友會創會總會長
- 世界台灣商會聯合總會第四屆總會長
- 世界台灣商會聯合總會名譽總會長
- 世界台灣商會聯合總會公共關係委員會主任委員
- 世界台灣商會聯合總會會館購置委員會主任委員
- 世界台灣商會聯合總會公基金管理委員會主任委員
- 非洲台灣商會聯合總會總會長
- 世界自由民主聯盟總會海外發展委員
- 世界華人工商婦女企管協會國際顧問
- 南非賴斐台商學校創校董事長
- 南非僑聲傳播股份有限公司董事長
- 海外創業青年楷模聯誼會會長
- 長青企業集團總裁
- 美國西太平洋大學企管碩士
- 海外台商綜合旅行社董事長
- 財團法人海華文教基金會董事長

## 獲獎經歷
- 海外創業青年楷模獎座
- 中華民國海外優秀青年榮譽獎章
- 美國德州達拉斯市榮譽市民
- 華光一等獎章
- 華光三等獎章
- 連續三年獲選中華民國名人錄
- 國立臺東專科學校第一屆傑出校友
- 台北市嘉義樸仔腳同鄉會第一屆傑出鄉親

## 立法院經歷
- 第6屆第1會期：外交及僑務委員會
- 第6屆第2會期：外交及僑務委員會
- 第6屆第3會期：外交及僑務委員會
- 第6屆第4會期：外交及僑務委員會、程序委員會
- 第6屆第5會期：外交及僑務委員會 (召集委員)、程序委員會、紀律委員會
- 第6屆第6會期：外交及僑務委員會、程序委員會

## 外部連結
- 立法院（页面存档备份，存于）